# Регистр (музыка)
Регистр (с позднелатинского registrum — перечень, список, от латинского regestum — вписанное, внесённое) — часть звуков, объединённых каким-либо признаком, главным образом тембровым. В каждом голосе условно различают три регистра: высокий, средний и низкий.
Регистр в музыке — это отрезок диапазона какого-либо музыкального инструмента или певческого голоса. Он характеризуется одним тембром. В пении — это объём голоса (бывает нижний, средний, верхний). В органе — это специальные приспособления, благодаря которым можно по-разному изменять звуки (как ослаблять, так и усиливать).

## Регистры голоса
Рассматривая регистр как последовательность звуков человеческого (певческого) голоса, нужно учитывать, что они поются одинаковым способом. Из этого следует, что у них один и тот же тембр. У каждого человека доля участия головных и грудных полостей может быть различной, поэтому существуют головной, грудной и смешанный регистры. Некоторые голоса могут воспроизводить звуки так называемого фальцетного регистра (который часто отождествляется с головным). Часто это удаётся мужским голосам, особенно тенорам (см. контратеноры). 
У певцов при переходе из одного регистра в другой могут возникнуть определённые трудности со звукоизвлечением. В основном это происходит с теми, у кого голос не поставлен или не обладает достаточной силой звука. Чтобы добиться качественного результата и беспрепятственно переходить из одного регистра в другой, нужно стараться на протяжении всего диапазона следить за максимально ровным звучанием голоса.

## Регистры музыкальных инструментов
Под регистрами понимаются одинаковые отрезки диапазона различных музыкальных инструментов, которые совпадают тембрально. Если же исполнить мелодию на одном и том же инструменте в разных регистрах, то тембр звука будет значительно отличаться. Для изменения тембра и силы звука используются специальные устройства и приспособления. 